# Pays d'ancienne domination
Sous l'Ancien Régime, les pays d'ancienne domination étaient les possessions de la maison d'Autriche en Alsace cédées à la France, à la paix de Westphalie, par le traité de Münster du 21 octobre 1648.
Ils s'opposaient aux pays de nouvelle domination qui étaient les terres immédiates d'Alsace, réunies à la France, par divers traités.